# Julio Rivet
Julio Rivet (ur. ? – zm. ?) – argentyński piłkarz, grający podczas kariery na pozycji napastnika.

## Kariera klubowa
Pedro Castoldi podczas piłkarskiej kariery występował w klubie Del Plata Buenos Aires.

## Kariera reprezentacyjna
W reprezentacji Argentyny Castoldi występował w 1922. W reprezentacji zadebiutował 15 października 1922 w przegranym 0-2 meczu z Brazylią podczas Mistrzostw Ameryki Południowej. 
Na turnieju w Rio de Janeiro wystąpił w jeszcze w meczu z Paragwajem. 
Po raz ostatni w reprezentacji wystąpił 10 grudnia 1922 w wygranym 1-0 meczu z Urugwajem, którego stawką było Gran Premio de Honor Uruguayo. Ogółem w barwach albicelestes wystąpił w 5 meczach.
| Mecze i gole w reprezentacji | Mecze i gole w reprezentacji | Mecze i gole w reprezentacji | Mecze i gole w reprezentacji | Mecze i gole w reprezentacji | Mecze i gole w reprezentacji | Mecze i gole w reprezentacji |
| #                            | Data                         | Miasto                       | Przeciwnik                   | Gol                          | Wynik                        | Rozgrywki                    |
| ---------------------------- | ---------------------------- | ---------------------------- | ---------------------------- | ---------------------------- | ---------------------------- | ---------------------------- |
| 1.                           | 15.10.1922                   | Rio de Janeiro               | Brazylia                     |                              | 0:2                          | Copa América                 |
| 2.                           | 18.10.1922                   | Rio de Janeiro               | Paragwaj                     |                              | 2:0                          | Copa América                 |
| 3.                           | 22.10.1922                   | Rio de Janeiro               | Brazylia                     |                              | 2:1                          | Copa Roca                    |
| 4.                           | 12.11.1922                   | Montevideo                   | Urugwaj                      |                              | 1:0                          | Copa Lipton                  |
| 5.                           | 10.12.1922                   | Montevideo                   | Urugwaj                      |                              | 1:0                          | Gran Premio Uruguayo         |